# Nealite
La nealite è un minerale.